# Nic Beveridge
Nic Beveridge (nascido em 14 de julho de 1987) é um paratriatleta australiano. 
Em 2012, após uma curta estadia no hospital, Beveridge se apaixonou pelo esporte paralímpico após ler um artigo sobre Kelly Cartwright conquistando o ouro nos Jogos Paralímpicos de 2012, em Londres. Isto levou à Beveridge optar por competir no paratriatlo. Logo, começou a competir em 2013, fazendo sua estreia internacional no Campeonato Mundial da UIT (União Internacional de Triatlo), realizado no mesmo ano, em Londres, terminando em décimo sétimo no PT1 masculino. Disputou a Grande Final do Campeonato Mundial da UIT de 2014, em Edmonton, onde ficou na nona colocação no PT1 masculino. Na Grande Final de 2014, em Chicago, nos Estados Unidos, obteve a nona colocação ao disputar a categoria PT1. Já em 2016, em Roterdã, ficou com a décima primeira colocação da mesma categoria. Uma versão adaptada do triatlo para atletas com deficiência física, paratriatlo, fez a estreia na Paralimpíada do Rio de Janeiro, em 2016, e Beveridge foi um dos atletas que competiram na modalidade,  onde terminou em nono na prova masculina PT1, representando a Austrália. A princípio, Beveridge foi treinado por Vince Kelly em Brisbane e desde 2016 é treinado pelo treinador australiano Corey Bacon.